# Фуэнтес, Дейзи
Де́йзи Фуэ́нтес (англ. Daisy Fuentes; 17 ноября 1966, Гавана, Куба) — американская телеведущая, актриса, комедиантка и фотомодель.

## Биография
Дейзи Фуэнтес родилась в Гаване (Куба) в семье кубинца Амадо Фуэнтеса и испанки Марии Фуэнтес. Когда Фуэнтес было три года, её семья покинула остров из-за политических потрясений и переехали в Мадрид (Испания). Фуэнтес научилась говорить по-английски, смотря ситком «Я люблю Люси». Вскоре после этого она переехала со своей семьей в Гаррисон (Нью-Джерси), где она училась в старшей школе Харрисона, где была признана «королевой красоты» и «лучше всех выглядящей», и окончила школу в 1984 году. Фуэнтес начала карьеру фотомодели в последний год учёбы в школе. Будучи начинающим парикмахером, она поступила в косметологическую школу с мечтами открыть собственный салон. Позже она поступила в колледж Бергена, где она специализировалась в области коммуникаций. У неё есть младшая сестра — Розана Фунэтес Брийбаг (род. 25.06.1971), которая живёт со своей семьёй в Майами.
Дейзи Фуэнтес преодолела барьер, как первый латиноамериканский виджей (подписала контракт одновременно с MTV и MTV в Латинской Америке), а также стала первым латиноамериканским представителем компании «Revlon» с международным контрактом.
В 1991—1995 годы Дейзи была замужем за актёром и моделью Тимоти Адамсом. С 23 декабря 2015 года Фуэнтес замужем во второй раз за музыкантом Ричардом Марксом.

## Избранная фильмография
| Год  |   | Русское название | Оригинальное название | Роль             |
| ---- | - | ---------------- | --------------------- | ---------------- |
| 1996 | ф | Запёкшаяся кровь | Curdled               | Клара            |
| 2000 | с | Спасатели Малибу | Baywatch              | Майя Морган      |
| 2000 | с | Королева мечей   | Queen of Swords       | Изабель Сельвера |